# Жена која чита писмо (Вермер)
Жена чита писмо или Жена у [плавом] огртачу [која] чита писмо (хол. Brieflezende vrouw) уметничка је слика холандског сликара Јоханеса Вермера, настала отприлике 1663. године. Део је колекције Града Амстердама као део Ван дер Хупове заоставштине; чува се у Рајксмузеуму Амстердам од почетка, и представља прво Вермерово дело које су добили.

## Композиција
Централни елемент слике је жена у плавом која стоји испред прозора (није осликан) читајући писмо. Чини се да је жена трудна, мада многи су били става да је заобљена фигура жене једноставно резултат моде тог доба. Иако је женина лабава одећа сугестивна, трудноћа је веома ретко представљана у уметности током овог периода.
И док садржај писма није осликан, композиција слике открива много. Мапа Холандије на зиду иза жене се интерпретира као таква да сугерише да је писмо које чита написао муж који путује. Алтернативно, кутија с бисерима једва видљива на столу испред жене може да сугерише љубавника како су бисери неретко симбол таштине. Сама радња читања писма рефлектује тематски узорак кроз Вермерове радове, пошто уобичајен приватни моменат омогућава откривање људског стања.
Слика је јединствен примерак међу Вермеровим ентеријерима где се ниједан делић ћошка, зида или плафона не може видети.